# Dhunat
Dhunat è un sottodistretto (upazila) del Bangladesh situato nel distretto di Bogra, divisione di Rajshahi. Si estende su una superficie di 247,73 km² e conta una popolazione di 292.404  abitanti (censimento 2011).